# Xa lộ Chim cánh cụt
Xa Lộ Chim Cánh Cụt (ペンギン・ハイウェイ Pengin Haiwei, được viết penguin highway) là một tiểu thuyết khoa học viễn tưởng Nhật Bản do Tomihiko Morimi viết và được xuất bản vào năm 2010. Tiểu thuyết được chuyển thể thành manga do Monthly Comic Alive của Media Factory từ ngày 27 tháng 3 năm 2018, và được chuyển thể thành phim anime bởi Studio Colorido được công chiếu vào tháng 8 năm 2018.

## Nhân vật
Aoyama (アオヤマ君 Aoyama-kun)
Lồng tiếng bởi: Kana Kita
Lady (お姉さん Onē-san)
Lồng tiếng bởi: Yū Aoi
Uchida (ウチダ君 Uchida-kun)
Lồng tiếng bởi: Rie Kugimiya
Hamamoto (ハマモトさん Hamamoto-san)
Lồng tiếng bởi: Megumi Han
Suzuki (スズキ君 Suzuki-kun)
Lồng tiếng bởi: Miki Fukui
Aoyama's Father (アオヤマ君のお父さん Aoyama-kun no Otōsan)
Lồng tiếng bởi: Hidetoshi Nishijima
Hamamoto's Father (ハマモトさんのお父さん Hamamoto-san no Otōsan)
Lồng tiếng bởi: Naoto Takenaka

## Truyền thông

### Tiểu thuyết
Xa Lộ Chim Cánh Cụt là một tiểu thuyết được viết bởi Tomihiko Morimi, do Kadokawa Bunko xuất bản ở dạng tankōbon vào ngày 28 tháng 5 năm 2010 (ISBN 9784048740630). Kadokawa sau đó tái xuất bản tiểu thuyết với con dấu Kadokawa Bunko vào ngày 22 tháng 11 năm 2012 (ISBN 9784041005613). Khi phim anime sắp được công chiếu, Kadokawa tái xuất bản tiểu thuyết một lần nữa, ảnh bìa do Booota thiết kế, dưới dạng Kadokawa Tsubasa Bunko vào ngày 15 tháng 6 năm 2018 (ISBN 9784046317988).
Yen Press công bố tại Anime Expo năm 2018 rằng họ sẽ xuất bản tiểu thuyết bằng tiếng Anh vào ngày 19 tháng 3 năm 2019.

### Manga
Một chuyển thể từ tiểu thuyết sang mâng bắt đầu vào năm 2018 theo tạp chí Monthly Comic Alive của Media Factory, và được minh họa bởi Keito Yano. Manga được xuất bản ở dạng tankōbon, và volumne đầu tiên được xuất bản vào ngày 23 tháng 7 năm 2018.

### Phim anime
Phim do Studio Colorido chuyển thể và được công bố vào ngày 1 tháng 3 năm 2018. Hiroyasu Ishida với vai trò là đạo diễn của bộ phim, và Yōjirō Arai phụ trách phần thiết kế, Makoto Ueda viết kịch bản, và Umitarō Abe biên soạn phần âm nhạc. Ca khúc chủ đề là Good Night, do Hikaru Utada trình diễn.
Bộ phim được công bố tại Liên hoan phim Fantasia ở Montreal vào ngày 29 tháng 7 năm 2018. Toho phát hành bộ phim ở Nhật Bản dưới dạng chiếu rạp vào ngày 17 tháng 8 năm 2018. Fuji Creative phụ trách phân phối phim ngoài Nhật Bản. Anime Limited công bố vào tháng 7 năm 2018 rằng họ sẽ phân phối bộ phim ở Anh và Ireland, được công chiếu tại Scotland Loves Anime Glasgow vào ngày 13 tháng 10 năm 2018, và sẽ được chiếu rộng hơn vào năm 2019. Eleven Arts công bố rằng họ sẽ phân phối bộ phim ở Bắc Mỹ, và sẽ được công chiếu tại Crunchyroll Expo ở San Jose vào ngày 2 tháng 9 năm 2018, và sẽ lên lịch chiếu rộng hơn vào tháng Q1 năm 2019. Madman Entertainment cũng công bố rằng họ đã có bản quyền công chiếu bộ phim ở Úc và New Zealand, tại Lễ hội phim Anime Madman ở Melbourne vào ngày 15 tháng 9 năm 2018, và rộng hơn vào ngày 8 tháng 11 năm 2018.

## Đón nhận

### Tiểu thuyết
Cuốn tiểu thuyết đã giành được Giải thưởng Nihon SF Taisho năm 2010.

### Phim anime
Bộ phim đã giành được giải thưởng Axis: The Satoshi Kon Award for Excellence in Animation tại Liên hoan phim Quốc tế Fantasia cho phim hoạt hình hay nhất. Tại Nhật Bản, bộ phim được công chiếu tại 192 rạp vào cuối tuần, và giành được vị trí thứ 10 phòng vé. Bộ phim sau đó được tổng doanh thu là 307 triệu yên Nhật (2,76 triệu đô la Mỹ) vào ngày 26 tháng 8 năm 2018.